# 劳店乡
劳店乡是中国山东省滨州市阳信县下辖的一个乡。

## 行政区划
劳店乡下辖东风村、西纪村、南朱村、小杜村、西王村、全福村、东纪村、东王村、大杜村、小代村、南潘村、东姚村、迷羊孙村、西姚村、小刘村、崔寨村、果刘村、曹王牌村、曹李牌村、宋集村、刘洪路村、西秃李村、张桥村、西郭村、前周村、东秃李村、付家村、后周村、夏庙村、东杨村、洼李村、抱王村、五龙堂村、北朱村、皂李村、三台张村、陈楼村、吕家村、前张村、张厨村、斜庄村、于家村、邱家村、崔家村、苟河村、路家村、双堂村、双井张村、孙家围子村、双井王村、薛家村、代镇村、东陈王村、东官村、杨家村、东何村、张善村、陈家村、西官村、棘林村、解家村、西何村、玉皇庙村、大王村、铁匠村、候家村、西街村、坡牛李村、田家村、香坊村、河王村、河北辛村、潘家村、街后王村、王生务村、宋王村、小曹村、东街村、福盛庄村、皂杨村、毛宅王牌村、司家村、毛宅马牌村、欧李村、毛宅郑牌村、毛宅张牌村。